# Florian Weigert

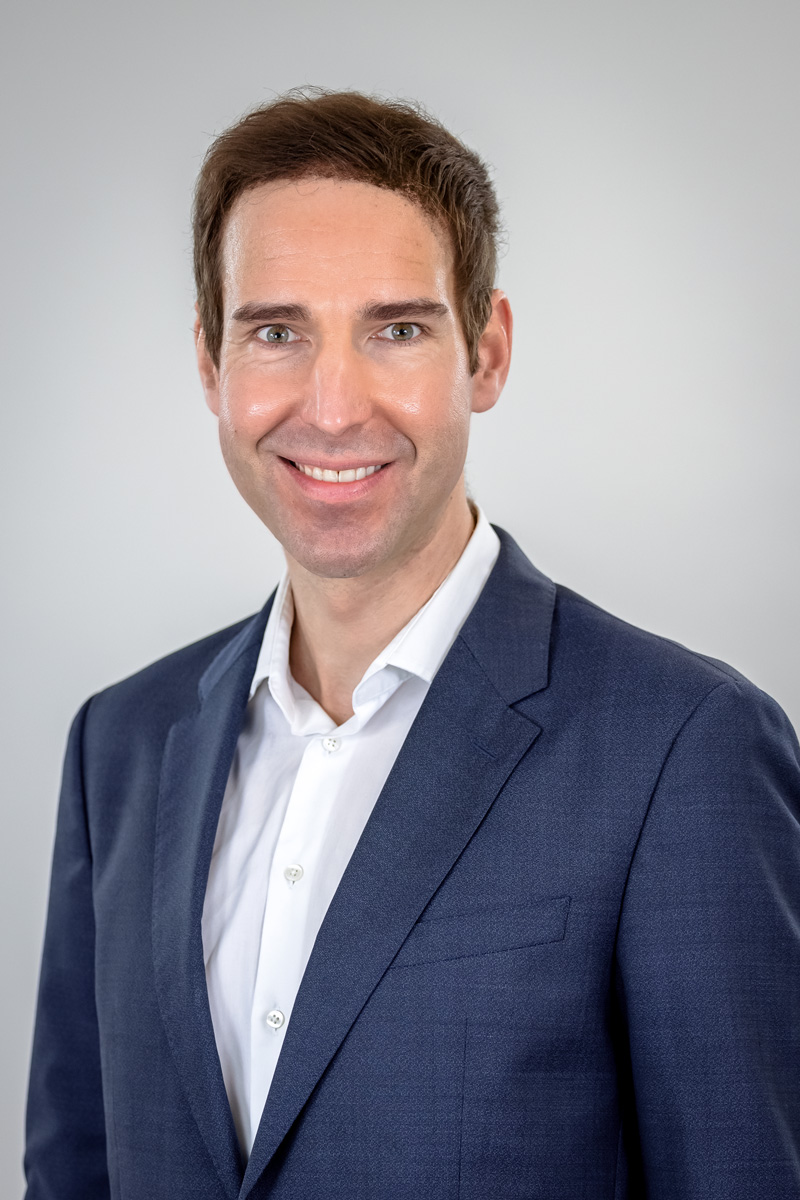
Florian Weigert

Florian Weigert (* 29. Oktober 1981) ist ein deutscher Wirtschaftswissenschaftler und ordentlicher Professor für Finanzrisikomanagement an der Universität Neuchâtel in der Schweiz.

## Leben
Weigert studierte Wirtschaftsmathematik an der Universität Erlangen-Nürnberg und wurde 2013 an der Universität Mannheim mit der Auszeichnung «Summa cum laude» im Fachgebiet Finance promoviert. Im Anschluss war er Assistenzprofessor an der School of Finance der Universität St. Gallen und wurde 2020 habilitiert. Seit Februar 2020 ist er Lehrstuhlinhaber für Finanzrisikomanagement an der Universität Neuchâtel und ist Direktor des Master of Science in Finance Programms. Im Zeitraum von 2011 bis 2019 war Weigert Gastwissenschaftler an der New York University, der Georgetown University, der University of Texas at Austin und der Georgia State University.
Weigert ist Forschungsmitglied des Centre of Financial Research (CFR) Cologne, der Schweizerischen Gesellschaft für Finanzmarktforschung, des Verbands der Hochschullehrerinnen und Hochschullehrer für Betriebswirtschaft und des Lextech Instituts der Universität Neuchâtel. Er ist Editor der wissenschaftlichen Zeitschrift Financial Markets and Portfolio Management.

## Wirken
Weigert forscht in den Bereichen der empirischen Aktienbewertung, der Investmentfonds, der Hedgefonds, der alternativen Investments, des Behavioral Finance und des Risikomanagements. Seine Forschungsergebnisse wurden auf internationalen Forschungskonferenzen (American Finance Association, European Finance Association, Financial Intermediation Research Society) präsentiert und in wichtigen akademischen Finanzzeitschriften (Journal of Finance, Journal of Financial Economics, Journal of Financial and Quantitative Analysis, Review of Finance, Review of Financial Studies) publiziert.
Seine Forschung wurde mehrfach mit «Best Paper Awards» und Exzellenzprämien ausgezeichnet.

## Publikationen
- Vikas Agarwal, Stefan Ruenzi, Florian Weigert: Unobserved Performance of Hedge Funds. In: Journal of Finance. Nr. 79, 2024, S. 3203–3259, doi:10.1111/jofi.13368.
- Turan G. Bali, Florian Weigert: Hedge Funds and the Positive Idiosyncratic Volatility Effect. In: Review of Finance. Nr. 28, 2024, S. 1611–1661, doi:10.1093/rof/rfae022.
- Turan G. Bali, Heiner Beckmeyer, Mathis Mörke, Florian Weigert: Option Return Predictability with Machine Learning and Big Data. In: Review of Financial Studies. Nr. 36, 2023, S. 3548–3602, doi:10.1093/rfs/hhad017.
- Fousseni Chabi-Yo, Markus Huggenberger, Florian Weigert: Multivariate crash risk. In: Journal of Financial Economics. Nr. 145, 2022, S. 129–153, doi:10.1016/j.jfineco.2021.07.016.
- Stefan Ruenzi, Michael Ungeheuer, Florian Weigert: Joint Extreme events in equity returns and liquidity and their cross-sectional pricing implications. In: Journal of Banking and Finance. Nr. 115, 2020, doi:10.1016/j.jbankfin.2020.105809.
- Fousseni Chabi-Yo, Stefan Ruenzi, Florian Weigert: Crash sensitivity and the cross-section of expected stock returns. In: Journal of Financial and Quantitative Analysis. Nr. 53, 2018, S. 1059–1100, doi:10.1017/S0022109018000121.
- Christian Finke, Florian Weigert: Does foreign information predict the returns of multinational firms worldwide? In: Review of Finance. Nr. 21, 2017, S. 2199–2248, doi:10.1093/rof/rfw070.
- Vikas Agarwal, Stefan Ruenzi, Florian Weigert: Tail risk in hedge funds: A unique view from portfolio holdings. In: Journal of Financial Economics. Nr. 125, 2017, S. 610–636, doi:10.1016/j.jfineco.2017.06.006.
- Florian Weigert: Crash Aversion and the cross-section of expected stock returns worldwide. In: Review of Asset Pricing Studies. Nr. 6, 2016, S. 135–178, doi:10.1093/rapstu/rav019.